# Сталеві двері (фільм, 2010)
«Сталеві двері» (оригінальна назва англ. Iron Doors) — німецький (переважно англомовний) детективний трилер, що вийшов у 2010 році з Акселем Ведекіндом в головній ролі. Зйомки фільму відбувалися у Кельні, Північний Рейн-Вестфалія, Німеччина.

## Сюжет
Молодий чоловік прокидається в кімнаті без вікон, проте з величезними залізними дверима і залізною шафою, замкненою на замок. Він спочатку гадає що це дружній розіграш, але на всі його крики про поміч та стуки у двері ніхто не відкликається. Що йому робити — невідомо. Ясно лиш одне: відлік годин до його смерті вже запущено, адже без іжі і води йому довго не протягнути.
 Знайшовши випадково ключ від шафи, він знаходить там приладдя для роботи з металом - ацетиленовий різак, балони з газом і маску зварювальника. Подумавши, чоловік починає прорізати діру в дверях, а закінчивши він бачить по той бік таку ж кімнату з залізними дверима, проте без шафи, замість якої лежить дохлий пацюк. Знесилений, чоловік вирішив перепочити і заснув. Прокинувся від якогось скреготу в залізних дверях, але то швидко минулося. Мертвий представник роду щурячих вже не здається голодній людині чимось надто гидким, навіть напіврозкладений, тому хлопець починає его потроху їсти. Відпочивши, він повертається в попередню кімнату, знаходить у шафі молоток та зубило і починає потихеньку довбати стіну кімнати. Зрештою, пробитий отвір виходить достатньо великим аби в нього протиснутися. На жаль, він потрапляє в точно таку ж кімнату, проте тут ще є закрита труна, кайло та напіввикопана могила. Чоловік відкриває труну і бачить там жінку-негритянку. Доки він її роздивлявся, жінка очуняла й побачивши над собою брудного і обідраного здорованя з молотком, перелякалась і втекла через діру в кімнату, з якої він пробивав отвір.
Зрозумівши що налякав дівчину, хлопець покинув молоток і спробував вмовити її не боятися, але виявилося що вона не розуміє англійської, а він не розуміє мови, якою говорить вона. Так, у вмовляннях, минув ще якийсь час і знесилений хлопець заснув, залізши в труну в якій знайшов ту негритянку......